# فرانكو بالديني
فرانكو بالديني (بالإيطالية: Franco Baldini)‏ هو لاعب كرة قدم إيطالي في مركز الوسط، ولد في 3 أكتوبر 1960 في ريجيلو في إيطاليا. شارك مع منتخب إيطاليا تحت 21 سنة لكرة القدم. أما مع النوادي، فقد لعب مع نادي باري ونادي بولونيا ونادي بيسكارا ونادي فاريسي ونادي فوجيا.